# Hohenstadt
Hohenstadt település Németországban, azon belül Baden-Württembergben. Lakosainak száma 751 fő (2023. december 31.).

## Népesség
A település népessége az elmúlt években az alábbi módon változott:
| Lakosok száma | 448  | 456  | 524  | 534  | 527  | 623  | 707  | 726  | 836  | 751  |
|               | 1961 | 1967 | 1974 | 1980 | 1987 | 1993 | 2000 | 2006 | 2013 | 2023 |